# Mühleberg
Mühleberg is een gemeente en plaats in het Zwitserse kanton Bern, en maakt deel uit van het district Bern-Mittelland.
Mühleberg telt 2.745 inwoners.